# Kateřina Šedá

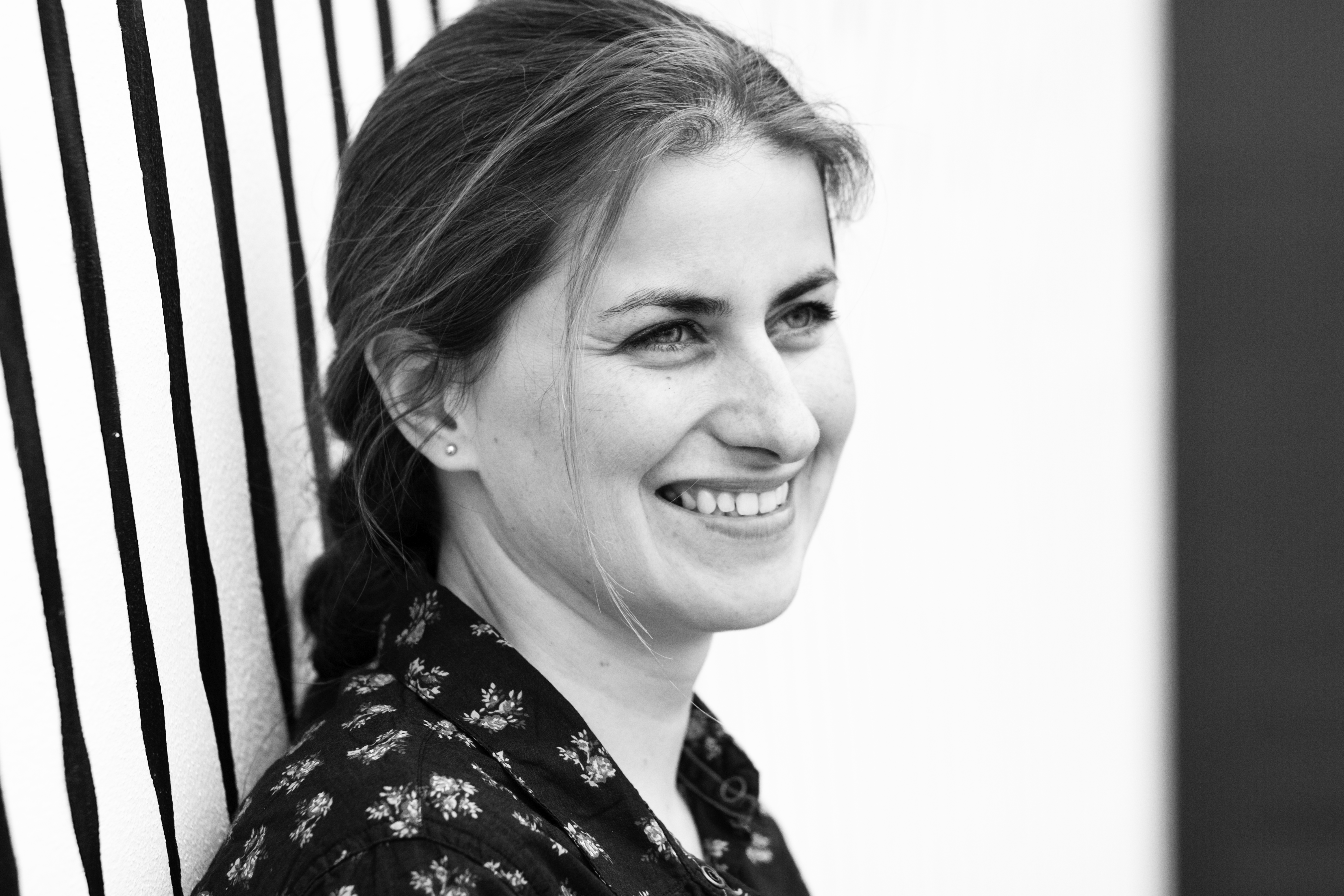
Kateřina Šedá

Kateřina Šedá (* 12. Dezember 1977 in Brno) ist eine tschechische Künstlerin, die sich der Mittel der Konzeptkunst und social art bedient.

## Leben und Werk
Kateřina Šedá absolvierte von 1999 bis 2005 ein Studium an der Prager Akademie der Bildenden Künste in der Klasse von Vladimír Kokolia. 2005 gewann sie den Jindřich-Chalupecký-Preis für tschechische Künstler unter 35 Jahren. Kateřina Šedá ist mit dem Filmemacher Vít Klusák verheiratet. Sie lebt und arbeitet in Prag und Brno.
In There is Nothing There thematisierte Šedá das Empfinden von Zurückgebliebenheit und Leere im postsozialistischen Dorf fern von Städten wie Prag. Da gibt es nichts ist ein typischer tschechischer Ausspruch über Orte in der Provinz. In Ponětovice, einem Dorf mit etwa dreihundert Einwohnern südlich von Brno, überzeugte Šedá die Dorfbewohner, dass ihre scheinbar nichtigen Tätigkeiten eine neue Bedeutung gewinnen würden, wenn sie synchronisiert und im Kontext eines Kunstwerks ausgeführt werden. Šedá entwarf einen Tagesplan für ganz Ponětovice, der dem statistischen Mittel des Dorfes entsprechen sollte: um 07:00 sollten die Bewohner einkaufen, und dabei genau zehn Kronen ausgeben. Um 09:00 sollten sie die Fenster öffnen, um 10:00 fegen und um 10:30 Rad fahren. Exakt um 12:00 sollte es Klöße mit Tomatensauce geben usw. An einem Samstag im Mai 2003 führte das Dorf das Projekt durch. In Artforum wurde anhand der Arbeit auf die unsichere Mitte zwischen Zwang und Freiheit verwiesen, in der sich Šedás Arbeiten oft befinden.
Für ihre Arbeit Je to jedno = It doesn't matter interviewte Kateřina Šedá ab 2005 regelmäßig ihre Großmutter Jana Šedá (1930–2007), die nach 33 Jahren Arbeit in einem Haushaltswarenladen als verwitwete Rentnerin immer inaktiver und depressiver wurde. Der Titel der Arbeit (tschechisch Je to jedno, es ist egal) war die Antwort von Jana Šedá auf fast jede an sie gerichtete Frage oder Aufforderung. Kateřina Šedá brachte ihre Großmutter dazu, mehr als sechshundert Zeichnungen von Produkten anzufertigen, die sie im Haushaltswarenladen verkauft hatte. Die Zeichnungen sind mit schwarzem Filzstift ausgeführt, jedes Blatt ist mit dem Namen des Objektes in Tschechisch beschriftet. Der Artforum-Rezensent der Ausstellung von Je to jedno in Chicago verortete die Arbeit im unsicheren Grenzbereich von Kunsttherapie, Art brut und Familienchronik und sprach Šedá für ihren – wenn auch manipulativen – Anstoß zur Herstellung und Bewahrung der Zeichnungen die kausale Urheberschaft für die Arbeit zu, auch wenn sie keinen einzigen Filzstift angefasst hatte.
Die 2007 auf der documenta 12 erstmals gezeigte Arbeit For Every Dog a Different Master entstand zusammen mit den Bewohnern von Brno-Líšeň (Brünn/Lösch), einer typisch osteuropäischen Plattenbausiedlung aus der Zeit des Staatssozialismus, in der Kateřina Šedá aufwuchs. 2002 wurden dort die Neubaublocks mit einem Neuanstrich versehen, der grafische Muster enthielt. Ansonsten wurde nichts modernisiert oder renoviert. Šedá setzte diese Muster zusammen und ließ damit einen Stoff bedrucken und zu tausend Hemden nähen. Sie bildete dann Paare von Haushalten, die in der Plattenbausiedlung lebten, und schickte jedem der beiden Haushalte eines der Hemden zu, bestickt mit der Adresse des anderen Haushaltes. Die Aktion sollte auf symbolische und humorvolle Weise den Gemeinschaftssinn stärken und Identifikation mit dem Wohnort herstellen.

## Einzelausstellungen (Auswahl)
- 2014: Kateřina Šedá / The Right side is on the left, Chatou (Frankreich).[7]
- 2011: Kateřina Šedá / Die Suppe ist gegessen, Nassauischer Kunstverein Wiesbaden, 11. September 2011 bis 3. Juni 2012 anlässlich des Follow Fluxus Stipendiums.
- 2008: Katerina Seda: It doesn't matter, Renaissance Society, Chicago.[8]
- 2007: Katerina Šedá: For every Dog a different Master, Galerie im Taxispalais, Innsbruck.[9]
- 2006: Arrivals: Czech Republic – Katerina Seda, Modern Art Oxford. Gezeigt wurde die Arbeit There is Nothing There.[10]

## Gruppenausstellungen (Auswahl)
- 2009: The Generational: Younger Than Jesus, New Museum, New York.[11]
- 2008: When things cast no shadow, 5. Berlin Biennale. Gezeigt wurde ihre Arbeit Over and Over in den Kunst-Werken.[12]
- 2007: documenta 12, Kassel. Gezeigt wurde die Arbeit For Every Dog A Different Master.[13]
- 2006: Speaking of Others, tranzit, Frankfurter Kunstverein, Frankfurt am Main.[14]
- 2006: Gray Zones, Galerie für Zeitgenössische Kunst, Leipzig.[15]
- 2005: Prague Biennale 2, Prag.